# Cristina Zagaria
Cristina Zagaria (Carpi, 1975) è una scrittrice, giornalista e blogger italiana.

## Biografia
Si è laureata in Lettere Moderne all'Università di Bari con una tesi in Storia del Cinema dal titolo Luigi Zampa: un regista per tutte le stagioni. In seguito si è specializzata all'Università di Bologna, con un Master alla Scuola superiore di giornalismo. Dopo aver vissuto a Bologna, Bari e Milano, ora vive Napoli, dove lavora come cronista per il quotidiano La Repubblica.
Ha esordito nel 2006 con il romanzo Miserere: vita e morte di Armida Miserere, edito dalla casa editrice Dario Flaccovio. Il romanzo, tratto da una storia vera, ha vinto il premio San Valentino 2007 - città di Terni.
Nel gennaio 2007 ha pubblicato, con la casa editrice Dedalo, nella collana diretta da Pietro Barcellona, un saggio sugli scandali universitari degli ultimi dieci anni in Italia, dall'ultima riforma Moratti ai primi passi del governo Prodi: Processo all'Università. Cronache dagli atenei italiani.
A novembre 2007 ha pubblicato L'Osso Di Dio, con Dario Flaccovio, storia vera di 'ndrangheta, vincitore del premio Zocca Giovani 2008. Il libro ha vinto il premio Insula Romana, il Premio Carver e il premio miglior libro dell'anno per Umbrialibri 2009.
Nell'ottobre 2009 ha pubblicato Perché no con Perdisa Pop, un romanzo breve ambientato a Napoli e ispirato a un caso di cronaca. Nell'ottobre 2010 ha pubblicato Malanova, con Sperling & Kupfer, storia vera di Anna Maria Scarfò, una ragazza calabrese che ha avuto il coraggio di denunciare i suoi stupratori e che oggi vive sotto protezione, perché minacciata di morte per il suo coraggio e per aver rotto il muro di omertà. Malanova è stato tradotto in Germania, Russia, Francia, Paesi Bassi e Grecia.
Nel 2011 un suo testo è apparso nell'antologia Meridione d'inchiostro. Racconti inediti di scrittori del Sud (Stilo Editrice) e ha curato per Mondadori l'antologia Non è un paese per donne, raccolta di racconti di quattordici autrici italiane, da Miriam Mafai a Margherita Oggero a Cristina Sivieri Tagliabue. Nell'aprile 2013 ha pubblicato, sempre con Sperling & Kupfer, Veleno, romanzo civile sul caso Ilva di Taranto; un reportage (tutti i personaggi sono reali) sul filo della cronaca.
Nel 2016 esordisce nella narrativa per ragazzi con Cuore di Pugile, una farfalla sul ring, il Battello a Vapore: storia vera di Irma Testa, prima donna pugile Italiana che partecipa alle olimpiadi (Rio 2016).
Nell'ottobre 2017, sempre per "Il Battello a Vapore", pubblica I Principi del rione Sanità, storia di integrazione e di riscatto dei bambini di Napoli.
Nell'aprile 2018, con Francesco De Rosa, apre il blog di viaggi dedicato alle famiglie, Viaggiapiccoli, in cui continua a scrivere in presa diretta i suoi racconti di viaggio.

## Opere
- Miserere, Dario Flaccovio Editore, Palermo 2006
- Processo all'Università, Dedalo Editore, Bari 2007
- L'Osso di Dio, Dario Flaccovio Editore, Palermo 2007
- Perché no, Perdisa editore, Bologna 2009
- Malanova, Sperling & Kupfer, Milano 2010
- Non è un paese per donne, Mondadori, Milano 2011
- Veleno, Sperling & Kupfer, Milano 2013
- Sugar Queen. La favola moderna di una mamma che ha sconfitto la crisi con il cake design, Sperling & Kupfer, Milano 2014
- Cuore di pugile, una farfalla sul ring, Milano 2016
- Piccoli Principi del Rione Sanità, Milano 2017